# 大和染工
大和染工株式会社（だいわせんこう）は、愛媛県今治市衣干町に本社を置く染色加工業を営む企業。

## 概要
1956年に設立。タオルなどの原料である糸･生地の染色加工業を営んでいる。
1990年代に入り中国などから安価なタオルが流入し、今治タオル業界が苦境に陥り染色業界も打撃を受ける中で中国に進出。1993年、中国の江蘇省南通市に南通太和漂染有限公司を設立し中国で染色加工を開始。翌年の1994年には南通青野服飾有限公司を設立し縫製工場もスタートさせた。
2007年には中央繊維（株）・アベチカ（株）と共に繊維業界では世界で初めての「オゾン漂白」の実用化開発に成功した。

## 事業所
- 本社 - 愛媛県今治市衣干町4丁目2番25号
- 第二工場 - 愛媛県今治市東鳥生町5丁目20番地
- 第三工場 - 愛媛県今治市衣干町3丁目3番25号

## 沿革
- 1956年 - 「大和染工株式会社」設立。
- 1972年 - 今治市衣干町に移転し、チーズ染色開始。
- 1981年 - 今治市東鳥生町に第二工場を新設し、ビームサイジング開始。
- 1986年 - 今治市衣干町に第三工場を新設し、本社より生地加工設備を移転。第三工場にテンター導入。
- 1987年 - 第二工場にスラッシャーサイジングマシン導入。
- 1988年 - 第二工場にワーパー増設。
- 1989年 - 本社にチーズ無人化プラントが完成し、チーズ染色設備を一新。
- 1990年 - 第二工場にスラッシャーサイジングマシン増設。
- 1993年 - 中国南通太和漂染有限公司を設立。第三工場に連続タンブラー乾燥機導入。
- 1994年 - 中国南通青野服飾有限公司を設立。
- 1996年 - 第三工場にエアージェットフローを導入し、布帛の加工開始。
- 1998年 - 第三工場に連続染色機を導入し、不織布の染色を開始。
- 2000年 - 第三工場にニット用テンターを導入し、ニット加工を開始。
- 2001年 - 第三工場にジッカー導入。ISO 90001認証取得。
- 2007年 - 大和染工を含む3社で「オゾン漂白」を開発[3]。